# Amniocentesi
L'amniocentesi è una procedura che consente il prelievo transaddominale di liquido amniotico dalla cavità uterina; è la metodica più diffusa per ottenere campioni biologici utili al fine di effettuare una diagnosi prenatale, ma anche la più antica, affondando le sue radici agli inizi del XIX secolo quale pratica chirurgica per il polidramnios o per l'instillazione di soluzioni ipertoniche al fine di indurre l'aborto. Mediante l'amniocentesi è anche possibile prelevare e conservare le cellule staminali contenute nel liquido amniotico.

## Finalità
Vi sono due momenti distinti della gravidanza in cui è possibile eseguire l'amniocentesi, con scopi diagnostici assai diversi. Il primo momento (amniocentesi precoce) è tra la 16ª e la 18ª settimana, quando l'amnios ha raggiunto dimensioni sufficienti perché la pratica non costituisca un rischio per il feto; il secondo momento (amniocentesi tardiva) cade dopo la 25ª settimana, quando possono verificarsi condizioni nelle quali sia richiesto il prelievo di liquido amniotico per fini diversi da quelli citogenetici.
La sempre maggiore richiesta di ottenere risposte precoci ha indotto, negli ultimi anni, ad eseguire il prelievo del liquido amniotico anche in epoca inferiore alla 15ª settimana di gestazione, come valida alternativa al prelievo dei villi coriali (amniocentesi precocissima). Tale procedura, almeno agli inizi della sua introduzione, era gravata da un maggior rischio abortivo ed è tuttora innegabilmente caratterizzata da una più alta incidenza di insuccessi diagnostici, o per mancata coltura o per errori tecnici.
Le indicazioni più importanti all'esecuzione di un'amniocentesi precoce sono:
- valutazione del cariotipo, cioè dell'assetto cromosomico fetale, al fine di valutarne la normalità o al contrario per evidenziare la presenza di anomalie, o per determinazione del sesso fetale, importante nel sospetto di trasmissione ereditaria di una malattia legata al cromosoma X;
- dosaggi enzimatici nelle cellule fetali per rivelare possibili malattie metaboliche del feto: oggi è possibile, tramite il semplice prelievo di liquido amniotico, diagnosticare più precocemente, con maggiore accuratezza e con minore rischio rispetto alle tradizionali tecniche di diagnosi come la funicolocentesi o il prelievo di cute fetale, tutte quelle affezioni per le quali si ha a disposizione la diagnosi molecolare;
- dosaggio di alfafetoproteina o di acetilcolinesterasi, sostanze presenti in quantità superiori alla norma nel liquido quando il feto presenta un'anomalia di sviluppo del tubo neurale (anencefalia, spina bifida, encefalocele, mielomeningocele).
- verificare la presenza, ovvero l'assenza di microrganismi nel liquido amniotico quando si sospetti un'infezione fetale[1]

L'amniocentesi tardiva ha invece altri scopi diagnostici:
- rilevare lo stadio di maturità fetale, attraverso la rilevazione di alcuni parametri del liquido quali la percentuale di cellule squamose nucleate, il rapporto lecitina/sfingomielina, il rapporto acido palmitico/acido stearico;
- valutare la gravità dell'immunizzazione materno-fetale, principalmente attraverso la rilevazione della concentrazione di bilirubina
- studiare la condizione di maturità polmonare del feto attraverso il dosaggio dei fosfolipidi.
- verificare la presenza, ovvero l'assenza, di microrganismi nel liquido amniotico, quando si sospetti un'infezione fetale[1].

### Anomalie diagnosticabili
Nel liquido amniotico possono essere teoricamente esaminate tutte le patologie (cromosomiche e genetiche) diagnosticabili in qualsiasi tessuto biologico.
Fin dal suo esordio, l'amniocentesi prevedeva l'esame del cariotipo fetale nel liquido amniotico; tale esame era eseguito con tecnica citogenetica mediante coltura cellulare e volgeva esclusivamente all'analisi dei maggiori difetti dei cromosomi, difetti del numero (aneuploidie complete o a mosaico), e della struttura come traslocazioni (bilanciate o sbilanciate), inversioni o grossolane delezioni.
Con il passare degli anni le ricerche sul liquido amniotico si sono sempre più arricchite mediante l'impiego di metodiche di biologia molecolare sempre più raffinate. Questa esigenza è nata, nel corso degli ultimi decenni, sia dal miglioramento delle tecniche di laboratorio che dalla richiesta, da parte delle gestanti, di informazioni sempre più ampie ed accurate sulla salute del proprio figlio.
Le prime indagini, che si sono aggiunte allo studio del cariotipo, sono state: la ricerca delle più frequenti mutazioni della fibrosi cistica, del ritardo mentale da X-fragile, della sordità congenita e della distrofia muscolare; più recentemente, visto il grande impatto sociale e la sua frequenza, anche della SMA.
Attualmente però si sono introdotte tecniche sempre più raffinate che hanno permesso indagini più complete ed approfondite.
Schematicamente si propongono tre pannelli diagnostici la cui scelta è, in genere, affidata al medico e discussa con la coppia a seguito di una consulenza genetica. La norma prevede che, per tali diagnosi, sia sottoscritto un accurato consenso informato.

#### Amniocentesi tradizionale
È il primo pannello ad essere utilizzato ed è ancora il più diffuso. Esso indaga sulle sole anomalie cromosomiche mediante lo studio del cariotipo ed include, in genere anche uno studio della alfa-fetoproteina, una proteina che, se presente in quantità marcata, può far insorgere il sospetto dell'esistenza di un difetto nel tubo neurale. A quest'indagine si aggiungono spesso ricerche specifiche come quelle sopra menzionate riguardanti la fibrosi cistica, il ritardo mentale da X-fragile, la sordità congenita, la distrofia muscolare e la SMA. L'amniocentesi tradizionale, ove non includa lo studio delle ricerche specifiche appena riferite, permette di diagnosticare le patologie riportate nel seguente elenco:
- Trisomia 21 (sindrome di Down)
- Trisomia 18 (sindrome di Edwards)
- Trisomia 13 (sindrome di Patau)
- Trisomia 8
- Trisomia 9 a mosaico
- Triploidia
- Sindrome da delezione 3p
- Sindrome da duplicazione 3q
- Sindrome da delezione 4p (sindrome di Wolf-Hirschhorn)
- Sindrome da duplicazione 4q
- Sindrome da delezione 5p (sindrome del cri du chat)
- Sindrome da delezione 9p
- Sindrome da duplicazione 10q
- Sindrome da delezione 11q
- Sindrome da delezione 13q
- Sindrome da duplicazione 15q
- Sindrome da delezione 18p
- Sindrome da delezione 18q
- Sindrome Cat-eye
- Sindrome XYY (doppio Y)
- Sindrome di Klinefelter
- Sindrome XXX (triplo X)
- Sindrome di Turner (monosomia cromosoma X)
- Altre anomalie numeriche

#### Amniocentesi molecolare (cariotipo molecolare)
Di recente introduzione (metà anni 2000), va a ricercare microdelezioni e microduplicazioni mediante tecnica COMPARATIVE GENOMIC HYBRIDITATION (aCGH). Tale tecnica è in grado di diagnosticare un ampio numero di patologie. Tuttavia, secondo le linee guida della Società Italiana di Genetica Umana (SIGU), tale approfondimento non può essere dissociato e reso indipendente dall'analisi del cariotipo mediante tecniche tradizionali.

#### Amniocentesi genomica
Recentemente la Next Generation Sequencing (NGS) si è enormemente diffusa nella diagnosi genetica e va ormai introducendosi a pieno diritto nelle ricerche prenatali. Lo studio delle mutazioni contenute nell'esoma umano può essere introdotto anche nelle indagini routinarie con limiti etici e tecnici ben definiti. Questa nuova filosofia diagnostica chiamata anche Next Generation Prenatal Diagnosis (NGPD), permette uno studio genetico completo e necessita, per essere utilizzata, di una consulenza genetica attenta ed esplicativa. Questa diagnosi prenatale comprende un pannello completo che, in aggiunta allo studio del cariotipo citogenetico e molecolare, analizza tutto il progetto genetico relativo alle informazioni clinicamente ed eticamente utili mediante la piattaforma NGS. Non deve includere le ricerche per il rischio oncologico ne per i geni di suscettibilità per malattie detti single polimorphysm nucleotide (SNP). Questo pannello include la diagnosi di tutte le patologie riscontrabili anche nell'amniocentesi tradizionale e in quella molecolare ma aggiunge anche lo studio di un numero enorme di geni (fino a 300) coinvolti nello sviluppo del feto ed associati a disordini di carattere ereditario sia di tipo recessivo (di cui il soggetto può non sospettare di essere portatore) che dominante. Fra i vantaggi ottenuti da tale innovativo approccio diagnostico, che prevede l'utilizzo di piattaforme per NGS, la brevità ed affidabilità di risposta, anche nel caso di disordini genetici rari, e la tempestività dell'intervento medico sia durante la gravidanza che in epoca post-natale nel caso in cui siano identificate anomalie genetiche. In definitiva tale approccio consente lo studio contemporaneo di tutti i geni di interesse per la salute del feto, durante la gravidanza, e per quella dell'individuo, dopo la nascita, differentemente da quanto previsto fino a prima dell'avvento di metodiche NGS dove la diagnosi era limitata solo ad un numero molto ristretto di patologie.
Uno schema comparativo dei tre pannelli diagnostici può essere quello riportato di seguito:

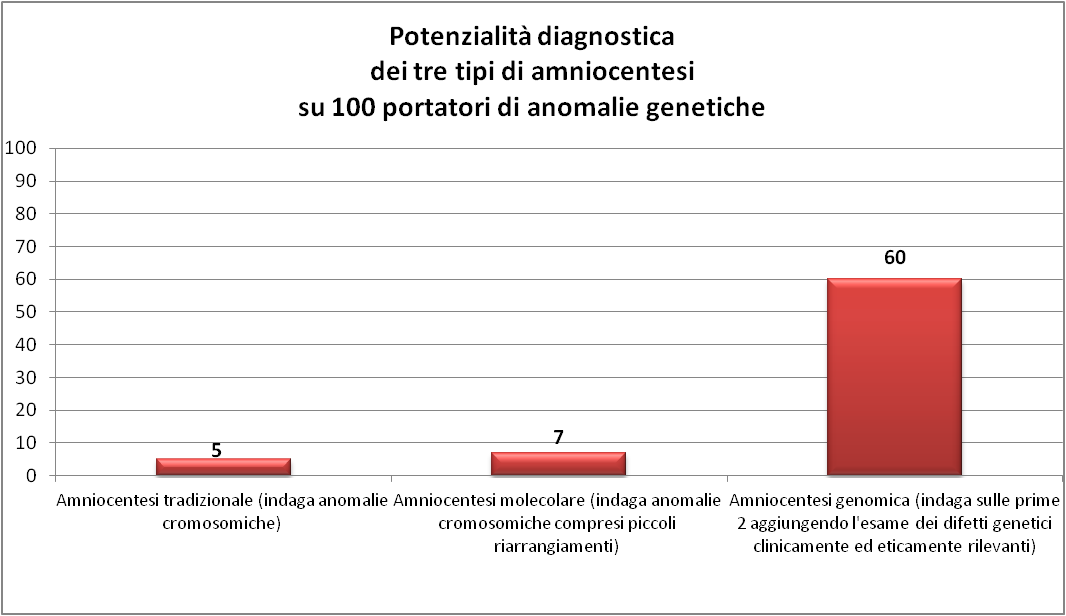

L'istogramma evidenzia che non è mai possibile raggiungere il 100% di diagnosi; ciò accade, come in precedenza specificato, perché anche utilizzando la NGS non si può escludere l'insorgenza di una nuova mutazione genetica; inoltre, un discreto numero di errori genetici non può essere analizzato e riferiti per ragioni etiche e cliniche. Non c'è dubbio comunque che i genitori hanno oggi a disposizione strumenti sempre più precisi ed accurati per conoscere lo stato genetico del nascituro.
Siamo ben lontani dagli esordi della diagnosi prenatale durante i quali l'attenzione si concentrava solo sulla ricerca di poche sindromi. La più conosciuta e temuta, la sindrome di Down.

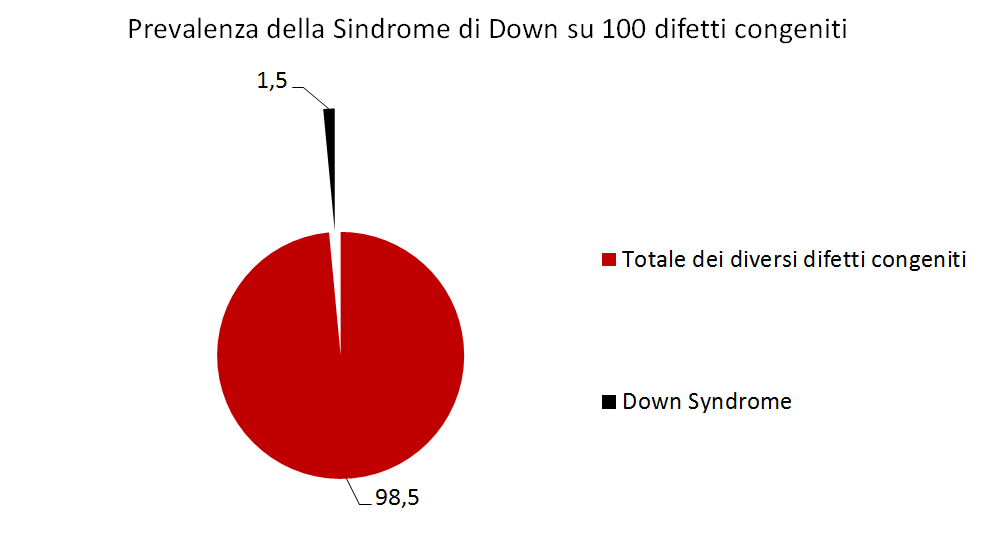

Si può notare come questa patologia rappresenta solo una piccolissima percentuale di tutti i difetti genetici diagnosticabili. Infatti mentre la sindrome di Down rappresenta solo lo 0.15% di tutti i nati, le anomalie congenite sono ben l'8%.
Diviene pertanto sempre più chiaro che, i test che ricercano la sola sindrome di Down o le sole malattie cromoscomiche (come l'amniocentesi tradizionale), vanno a scoprire una fetta che oggi molti ritengono “troppo” limitata.
Inoltre, va aggiunto, che la grande importanza di questi test genetici risiede proprio nell'approfondimento diagnostico ovvero in quella procedura di approfondimento attraverso la quale, a partire da un dubbio ecografico di patologia, si va a ricercare o ad escludere l'esistenza di un difetto genetico.
Nel 2014, il Prenatal Journal of Medicine pubblica la notizia della messa a punto di una nuova tecnica diagnostica, la Next Generation Prenatal Diagnosis (Ngpd) che consente al terzo mese di gravidanza con una villocentesi, e al quarto con una amniocentesi, di:
- studiare 300 geni responsabili delle principali patologie rilevabili in utero (cardiovascolari, scheletriche, malformative e neurologiche);
- studiare la struttura interna dei 46 cromosomi;
- eseguire la diagnosi di centinaia di malattie genetiche simultaneamente (anziché una per volta);
- diagnosticare l'80% delle malattie genetiche note, contro il 7% delle tecniche attuali. La diagnosi include: cardiopatie genetiche, malattie cerebrali, nanismo, autismo, ritardi mentali sindromici.

L'esame costa circa 1.500 euro e in Italia non è eseguito in regime di convenzione.

## Periodo, rischi e costi
Il rischio di aborto spontaneo connesso all'amniocentesi è stato ritenuto, per 30 anni, dell'1%.
Gli studi attuali mostrano, invece, che nei centri di eccellenza l'incidenza di abortività spontanea, natimortalità, e mortalità neonatale non sono statisticamente differenti nel gruppo sottoposto ad amniocentesi rispetto a chi non la esegue.
Letteratura ancora più recente dimostra come il rischio di aborto, nei centri di alto riferimento, si aggiri attorno allo 0,1%.
Dopo circa 30 anni il classico lavoro di Tabor è stato superato da uno studio di eguale disegno clinico: si tratta del più grande Trial Randomizzato fino ad oggi pubblicato sulle amniocentesi.. Questo trial, eseguito su di una popolazione di 36 247 soggetti reclutabili, ha dimostrato che il rischio di aborto, nelle donne che vennero sottoposte ad amniocentesi dopo aver assunto un antibiotico-profilassi, è risultato bassissimo (0,031%). Come necessaria conseguenza di tale risultato scientificamente provato, in considerazione della sua evidenza clinica classificata come Livello IB, l'utilizzo di un antibiotico prima di eseguire un'amniocentesi è divenuta Raccomandazione A, quindi tutti gli operatori debbono attenervisi fino a quando un trial successivo (di adeguato o maggiore livello di evidenza) non dimostri il contrario. Fino a quel momento la mancata osservanza di una raccomandazione di tipo "A", rappresenta una responsabilità dal punto di vista medico legale del clinico.
È opinione unanime, comunque, che il rischio sia legato essenzialmente all'esperienza di chi esegue la procedura.
Il costo medio di un esame nelle strutture private varia da 500 a 700 euro per l'amniocentesi tradizionale nella quale si ha soltanto l'esame citogenetico tradizionale con una risposta ottenibile in 15-20 giorni. Questo costo però può variare grandemente ed aumentare a seconda degli esami aggiuntivi che oggi, quasi abitudinariamente, vengono eseguiti sul liquido amniotico. Inoltre, in molti laboratori di genetica, si eseguono sul liquido amniotico anche metodiche di biologia molecolare quali la ibridazione fluorescente in situ (FISH) o, ancor meglio, la reazione a catena della polimerasi (PCR) che permettono di ottenere un risultato in tempi brevissimi (24 o 48 ore). Questo comporta costi aggiuntivi. Molto recentemente, per ragioni etiche, in alcuni centri si è iniziato ad includere, gratuitamente e di routine, lo screening delle malattie metaboliche, basato sulla rilevazione dei composti amminoacidici, e purinico-purimidinico, nel liquido amniotico. Nelle strutture pubbliche, per le donne con età di 35 anni o superiore, ovvero per i soggetti a rischio, l'esame è in genere gratuito a seconda delle disponibilità dei centri pubblici regionali.
Gli studi attuali mostrano che, nei centri di eccellenza, l'incidenza di abortività spontanea, natimortalità, e mortalità neonatale non sono statisticamente differenti nel gruppo sottoposto ad amniocentesi rispetto a chi non la esegue. Letteratura ancora più recente dimostra come il rischio di aborto, nei centri di alto riferimento, si aggiri attorno allo 0,1%. Pertanto il classico studio di Tabor non è da considerarsi più attuale. Come detto all'inizio del testo, un grande trial randomizzato, eseguito su di una popolazione di 36247 soggetti, ha dimostrato che il rischio di aborto, nelle donne che assumono un antibiotico per profilassi prima di sottoporsi ad una amniocentesi, è risultato molto basso (0,031%), uguale (se non inferiore a causa della protezione dell'antibiotico) rispetto addirittura a chi non la esegue. Oltre all'aborto esiste poi tutta una serie di problematiche che vale la pena di ricordare. La più frequente di queste risulta essere la lipotimia che segue la procedura. Giocano a determinarla fattori emozionali come la tensione e l'ansia dell'aspettativa, ma anche vere componenti neurovegetative. La pressione arteriosa, per solito bassa all'inizio della gestazione, può portare a lipotimia in seguito alla stimolazione vagale operata durante il passaggio dell'ago nel peritoneo. L'uso di betamimetici che, come si è detto, è piuttosto superfluo ai fini di una reale prevenzione di una minaccia d'aborto, può determinare un ulteriore calo pressorio. Non vale la pena pertanto di somministrarli senza discriminazione soprattutto nelle stagioni calde. L'insorgenza di attività contrattile è evenienza piuttosto frequente e transitoria. L'uso dei betamimetici in tali casi è comunque indicata. Al persistere della sintomatologia si è soliti far eseguire un controllo delle infezioni nel muco cervicale e, se presenti, trattarle di conseguenza.
La corionamnionite rappresenta una rara complicanza, piuttosto temibile che conduce ad aborto e, seppur molto raramente, può determinare gravi problemi per la madre. In tali casi al solo sospetto che si stia verificando tale eventualità bisogna non porre il minimo indugio al trattamento. Trattare con antibiotici a dosi generose ad ampio spettro i casi in cui il feto è ancora vitale e non differire assolutamente l'intervento di revisione della cavità uterina se il feto è morto. Ciò in considerazione delle temibilissime sequele che possono mettere a grave rischio anche la vita della madre. Come conseguenza di amniotiti parziali e guarite si possono, inoltre, creare delle bande amniotiche.
La complicanza più temibile risulta comunque la rottura traumatica delle membrane. Tale evenienza accade con un'incidenza di circa 1 caso su 300 amniocentesi. Come detto in precedenza, ciò accade solo se l'amniocentesi è transamniotica (circa 1 volta su 150/200 amniocentesi transamniotiche). La temibilità di tale evenienza risiede nel fatto che conduce all'aborto in un caso su 3. Le rimanenti 2 gestazioni si complicano comunque con oligoidramnios, amniotiti, parto pretermine, e, più raramente, distacco intempestivo di placenta. Nei casi in cui ciò avvenisse, può essere indicato, oltre al riposo a letto ed alla terapia antibiotica e tocolitica, la collocazione di una coppetta cervicale, il più precocemente possibile, monitorizzando attentamente la possibile insorgenza di infezione endoamniotica.
Va immediatamente eseguito un tampone cervicale per riconoscere l'agente infettivo eventualmente presente e trattarlo di conseguenza.
L'antibiotico di prima scelta risulta essere la eritromicina, la cui attività antiproteolitica si somma all'attività specifica contro gli agenti oggi considerati più probabilmente collegati alla rottura "spontanea" delle membrane.
Bisogna inoltre ribadire che la rottura traumatica delle membrane accade sovente in soggetti che sono già portatori di un'infezione, in particolare da Mycoplasma o Ureaplasma. Il trauma provocato dall'amniocentesi determina una riacutizzazione locale del processo infettivo che, a sua volta, determina una proteolisi delle membrane. Molti di tali soggetti, probabilmente, sarebbero andate incontro, nel prosieguo della gestazione, ad una rottura spontanea delle membrane.
L'esistenza di un'infezione endoamniotica è anche causa di diverse patologie che possono impedire un buon svolgimento della gravidanza.

## Indicazioni cliniche
L’esame viene proposto alle pazienti giudicate ad elevato rischio di malattie, come ad esempio:
- donne di età superiore ai 35 anni in Italia, 38 anni in Francia
- aumentato spessore della translucenza nucale
- presenza di difetti fetali strutturali maggiori individuati con l'ecografia
- precedente figlio affetto da anomalia cromosomica
- genitori portatori di alterazioni cromosomiche (traslocazioni, inversioni, aneuploidie) o gravi malattie genetiche (talassemie, fibrosi cistica etc.).
- malattie infettive (citomegalovirus, parvovirus B19...)
- infiammazioni in utero (l'esistenza di un'infezione endoamniotica è anche causa di diverse patologie che possono impedire un buono svolgimento della gravidanza. Per questo, infatti, sta prendendo sempre più piede la ricerca sul liquido amniotico di alcune sostanze mediatrici della flogosi quali le citochine. In particolare la ricerca dell'interleuchina-6 sul liquido amniotico presenta una straordinaria efficacia nella diagnosi predittiva di numerose patologie del feto in utero).

## Tipologie
L'amniocentesi presenta indicazioni che possono essere differenti a seconda dell'epoca di gravidanza nella quale la si esegue. Conviene pertanto dividerla in precocissima, precoce e tardiva.

### Amniocentesi precocissima
Le prime esperienze si ebbero in particolare ad opera di studiosi statunitensi. Negli U.S.A. infatti la Food and Drug Administration aveva, già dall'inizio dell'introduzione della villocentesi, ristretto molto il numero dei centri, sia pubblici, sia privati, abilitati a tale procedura. Ciò ha condotto molti Clinici ad adoperarsi al fine di ottenere una valida alternativa alla villocentesi in termini di precocità di diagnosi.
In effetti, attualmente, in relazione ai possibili rischi malformativi della villocentesi prima delle 7/8 settimane di gestazione, tale procedura viene solitamente eseguita alla 9ª/10ª settimana. E se a questo aggiungiamo gli altri 15 giorni di tempo necessario alla coltura dei villi (poiché spesso la lettura diretta fallisce o lascia dubbi), si arriva così, spesso, ad ottenere il risultato solo intorno alla 12ª/13ª settimana. Pertanto, se il prelievo del liquido amniotico si anticipasse opportunamente, la differenza temporale risulterebbe così piccola da rendere assolutamente preferibile la amniocentesi in termini di precocità, di accuratezza e di rischio.
Si pongono però due problematiche.
La prima relativa alla possibilità di ottenere in epoche precoci una quantità e una qualità di cellule amniotiche tali da rendere comunque possibile la coltura citogenetica, la seconda riconducibile ad un possibile maggior rischio abortivo della metodica.
Per quel che concerne il materiale prelevato, la coltura abbisogna di una sufficiente cellularità; la quantità minima di liquido richiesto non deve essere inferiore ai 10 ml. Ciò in considerazione della differente percentuale di cellule presenti nei diversi liquidi prelevati non solo in ragione dell'epoca di prelievo ma anche in relazione ad un'ampia variabilità individuale.
In merito al rischio specifico, la letteratura ritiene che per le amniocentesi eseguite intorno alla 14ª settimana il rischio abortivo è sovrapponibile a quello delle amniocentesi della 17ª settimana. Dalle casistiche delle amniocentesi eseguite prima della 14ª settimana, si deduce che tra la 10ª alla 12ª non si hanno informazioni specifiche anche perché in tali settimane vi è comunque un alto rischio generico abortivo di difficile computo nel calcolo del rischio relativo. Per quel che concerne il rischio rispetto alla biopsia dei villi coriali, la amniocentesi intorno alla 14ª settimana sembrava, all'inizio, meno pericolosa. L'attuale miglioramento della tecnica del prelievo dei villi ha ridotto al minimo la differenza di rischio tra le due tecniche.
L'esperienza di grandi centri specializzati, che effettuano circa 5000 procedure all'anno, porta a concludere che l'amniocentesi intorno alla 14ª settimana è lievemente meno rischiosa della villocentesi (2 aborti su 1000 procedure). La percentuale di fallimenti di coltura è equivalente all'amniocentesi precoce (1 caso su 300). La percentuale di errori diagnostici è la medesima (inferiore ad 1 caso su 1000 colture), qualora la biopsia dei villi consenta una lettura diretta degli stessi. La percentuale di errori è sensibilmente più alta per le villocentesi nelle quali sia necessario eseguire la coltura dei villi.
L'indicazione specifica dell'amniocentesi intorno alla 14ª settimana risulta quindi essere quella citogenetica. Si tratta quindi di una accettabile alternativa al prelievo dei villi coriali rispetto ai quali risulta gravata da un ridotto rischio abortivo. Per quel che concerne la precocità della risposta, a conti fatti, questa è ritardata sempre di circa un mese, rispetto alla coltura dei villi coriali, e di ben 6 settimane se la villocentesi permette una diagnosi per lettura diretta.
L'indicazione specifica dell'amniocentesi intorno alla 11ª settimana rimane quella citogenetica, in alternativa alla villocentesi. I risultati diagnostici ritardano circa 2/3 settimane rispetto ai tempi medi di risposta di una villocentesi. Il rischio sembra però sovrapponibile. Anche la percentuale di insuccessi diagnostici per problemi di coltura è il medesimo. Non si vede pertanto il motivo di preferirla alla biopsia dei villi coriali qualora si volessero ottenere risposte in tempi veramente precoci. Per ciò che concerne le problematiche della coltura e della refertazione esse non sembrano differire da quelle dell'amniocentesi precoce. Per ultimo va accennato all'attuale possibilità di ottenere un referto diagnostico in tempi brevissimi ricorrendo all'esame degli amniociti, direttamente in metafase, con la tecnica della ibridazione fluorescente in situ (FISH).

### Amniocentesi precoce
L'amniocentesi eseguita tra la 16ª e la 18ª settimana rappresenta a tutt'oggi la metodica più frequentemente utilizzata ai fini diagnostici di citogenetica prenatale. Come si è detto il rischio abortivo della tecnica si aggira mediamente intorno allo 0,1%.
Di tale percentuale si deve tener conto quando si valuta il rischio/beneficio della procedura diagnostica. Il rischio abortivo va infatti comparato con le percentuali di anormalità cromosomiche per l'età. Va inoltre considerato che la percentuale di anomalie riscontrate nelle procedure è sempre maggiore rispetto alla nascita. Le metodiche più precoci sono caratterizzate da un maggior numero di riscontri patologici; ciò è dovuto ad una selezione naturale operante durante la gravidanza per i feti patologici. Esistono comunque una serie di problematiche delle quali conviene tener conto.
La prima è data dall'insuccesso della coltura, cosa che avviene in 1 caso su 300. La seconda è dovuta alla possibile contaminazione del liquido amniotico con materiale materno. Tale errore, secondo alcuni studi, avviene molto raramente (0,3%) se si ha l'accortezza di gettare le prime gocce di liquido che fuoriescono dall'ago. La terza è il riscontro di aberrazioni cromosomiche generatesi in vitro, durante la coltura, note come pseudomosaicismi. Queste sono solitamente isolate ad un unico clone cellulare, ma presenti in un'unica coltura e solitamente si tratta di anomalie talmente bizzarre, come le tetraploidie, che non sono riscontrabili in natura sui vivi.
Errori ed artefatti a parte, c'è la possibilità che le sole cellule del liquido amniotico siano portatrici di un vero mosaicismo assente poi negli altri tessuti fetali. Tale casualità, molto frequente nei villi coriali, risulta estremamente poco probabile negli amniociti. Il riscontro di un mosaicismo nell'amniocentesi deve di solito essere considerato come mosaicismo fetale essendo confermato in oltre l'80% dei casi.
Vi è inoltre da segnalare la presenza di alcune rare sindromi in cui l'anomalia dei cromosomi non è presente in tutti i tessuti ma esclusivamente in alcuni di essi. I veri problemi insorgono quando si riscontrano anomalie cromosomiche particolari, per le quali siamo sicuri della tecnica, ma non conosciamo l'espressività fenotipica. Si tratta il più delle volte di piccoli cromosomi sovrannumerari, inversioni, traslocazioni apparentemente bilanciate, che interessano essenzialmente gli autosomi. L'indagine sui genitori è di grande ausilio poiché, spesso, riscontriamo la stessa anomalia in uno di essi. Qualora ci trovassimo di fronte ad una mutazione "de novo" avvenuta nel feto, vale la pena, ove possibile, eseguire attenti bandeggi o utilizzare sonde per micromappature geniche onde poter stabilire se nella traslocazione o inversione vi sia stata perdita di materiale. Quando non si abbia a disposizione un laboratorio in grado di eseguire esami di tale tipo, oppure se tali esami richiedessero un tempo di esecuzione tale da renderli inutili al punto di non poter fruire dell'informazione ai fini prenatali, è importante sapere che il rischio empirico che il feto sia portatore di un'anomalia è stimato intorno al 10-20%. Un'accurata ecografia morfologica è sempre indicata.

### Amniocentesi tardiva
Il prelievo di liquido amniotico eseguito nell'ultimo trimestre di gravidanza può ovviamente comprendere tutte le indicazioni già esposte per le precedenti, ma solitamente si prefigge fini più specifici e mirati a diverse problematiche. Tra queste vale la pena di prenderne in considerazione almeno due:
- L'immunizzazione materno-fetale.
- La valutazione dello stato di maturità polmonare fetale.

#### Immunizzazione materno-fetale
L'isoimmunizzazione materno-fetale rappresentò, prima dell'introduzione della profilassi con immunoglobuline specifiche nel 1968, una delle più gravi e temibili complicanze della gravidanza con un enorme tributo di vite in termini di poliabortività e di morti intrauterine. L'eziologia dell'immunizzazione risiede nello scatenarsi del sistema immune materno nei confronti degli antigeni ematici fetali quando sussistono le seguenti condizioni:
- Incompatibilità del sistema Rh (fattore D) con madre Rh- e feto Rh+.
- Emorragia materno-fetale

Per tale condizione si è anche cercato di stabilire in passato la quantità di sangue necessario affinché tale risposta immunitaria avvenga. L'esame della letteratura, vecchia oramai di quasi trent'anni, indicava in dosi variabili, dai 3 ai 10 ml la quantità minima necessaria. Si segnalavano comunque eccezioni. Esistono poi delle condizioni ancillari:
- maggiore è l'emorragia feto-materna, maggiore sarà il rischio di sviluppare l'isoimmunizzazione.
- La seconda gravidanza è a maggiore rischio in considerazione del periodo intercorso atto a sviluppare una risposta immune secondaria, più grave, per il fenomeno della sensibilizzazione.
- Il gruppo materno e quello fetale giocano un ruolo molto importante poiché si è notato che le isoimmunizzazioni materno-fetali per il fattore Rhesus sono più rare se esiste una incompatibilità ABO.
- L'immunizzazione, prima dell'introduzione della profilassi, era presente in circa l'8% delle madri Rh- che davano alla luce figli Rh+. Tale dato aumentava di un altro 8% alla seconda gravidanza. Se esisteva incompatibilità ABO, come si è detto, la frequenza diminuiva all'1-2%.
- La trasfusione feto-materna avviene in 3 gravidanze su 4. Solitamente molto modesta, pochi ml, solo raramente risulta maggiore dei 30 ml che rappresentano la quantità massima neutralizzabile dalla dose standard di 300 microgrammi di immunoglobuline anti D.
- L'entità dell'immunizzazione sembra essere dipendente dalla quantità del sangue trasfuso.
- Alcune condizioni ostetriche, quali il distacco di placenta, le emorragie da minaccia d'aborto, ecc., aumentano il rischio di sensibilizzazione. Il rischio è aumentato anche per le procedure di diagnosi prenatale quali la amniocentesi e la villocentesi.

L'insorgere di una condizione di immunizzazione produce un'anemia fetale a causa della emolisi prodotta dagli anticorpi materni sull'antigene Rh disposto sulla membrana dei globuli rossi.
Quando i globuli rossi sono distrutti, liberano emoglobina che viene convertita in bilirubina indiretta. In condizioni normali la bilirubina nel liquido amniotico deriva dalla trachea e dal polmone fetale e solo raramente da cause materne (iperbilirubinemia materna). Bisogna sempre fare attenzione a non esporre il liquido amniotico alla luce solare prima di analizzarlo allo spettrofotometro, giacché la luce altera il pigmento bilirubinico.
Lo stato di emolisi fetale è determinato comparando il dato derivato dalla misurazione delle densità ottiche a parametri noti. In centri specializzati si preferisce eseguire la funicolocentesi e studiare direttamente lo stato di anemia fetale.
L'informazione che essa fornisce è infatti più diretta della stessa valutazione del dosaggio della bilirubina nel liquido amniotico.
La comparsa, all'ecografia, di ascite od anasarca va intesa sempre come dato di massima severità.

#### Maturità polmonare fetale
Nel 1971 Gluck presentò i suoi primi dati sulla correlazione tra maturazione polmonare fetale e presenza di surfattante (una miscela di composti tensioattivi che permette agli alveoli di mantenersi dilatati) nel liquido amniotico. Prima di questa data la valutazione della maturità fetale non si basava su alcun dato certo. L'esperienza clinica insegnava già che la maturità si raggiungeva presso il termine della gravidanza ma per conoscere la datazione del parto ci si basava semplicemente su dati anamnestici, spesso imprecisi, e sulle dimensioni dell'addome fetale, estremamente variabili in relazione a fattori dipendenti dalla crescita e dallo sviluppo.
La presenza di surfattante nel liquido amniotico deriva dal continuo scambio tra questo compartimento e gli alveoli polmonari. Lo studio qualitativo, più che quantitativo, dei fosfolipidi disciolti nel liquido amniotico riflette le diverse fasi del processo maturativo. Dopo la 35ª settimana, infatti, il contenuto di lecitina sale improvvisamente, mentre la sfingomielina raggiunge un plateau ed addirittura può decrescere a gravidanza avanzata.
Il rapporto lecitina/sfingomielina permette di apprezzare la attività di produzione del surfattante dei corpi lamellari da parte degli pneumociti di secondo ordine.
La struttura di base dell'alveolo polmonare è costituita da un'intricata rete di capillari, disposta a modo di canestro, all'interno della quale vi è un rivestimento di un sottile stato di cellule monostratificate: gli pneumociti di primo ordine. Tra questi se ne differenziano alcuni per il loro aspetto cuboide, gli pneumociti di secondo ordine che, come si è detto, sintetizzano surfattante.
Solo 4 dei molti fosfolipidi presenti nel surfattante sono valutati al fine di stabilire la maturità polmonare. La lecitina è il fosfolipide più largamente rappresentato, costituendo circa il 50-70%; essa tende a saturarsi progressivamente durante tutta la gestazione. All'inizio si pensava che la lecitina svolgesse il ruolo di surfattante. Le attuali conoscenze sul fosfatidilinositolo (PI) ed il fosfotidilglicerolo (PG) attribuiscono a questi la funzione di stabilizzatori del composto. La lecitina pertanto deve essere intesa come il maggior componente fosfolipidico del surfattante ma non è il surfattante stesso. In particolare la comparsa nel liquido amniotico del PG stabilizza il surfattante e rappresenta in definitiva la sostanza che determina ed indica la raggiunta maturità polmonare. La mancanza di tali requisiti conduce, alla nascita, all'insorgenza della ben nota e temuta sindrome da distress respiratorio (RDS), ed in seguito alla comparsa in percentuali diverse delle membrane ialine polmonari.
A tutt'oggi la mortalità per tali problematiche si mantiene piuttosto elevata. Il miglior modo di valutare la maturità polmonare è quella di calcolare il cosiddetto profilo polmonare misurando nel liquido amniotico prelevato con l'amniocentesi tardiva il rapporto lecitine/sfingomieline e la percentuale di fosfatidil-inositolo (PI) e di fosfatidil-glicerolo (PG).
In considerazione degli straordinari progressi della neonatologia, feti sempre più prematuri sono trattati con successo dopo la nascita. Di conseguenza, per ragioni pratiche, il numero dei feti che per poter nascere necessitano di un accurato profilo polmonare è sempre più ridotto. All'occorrenza ci si orienta perciò su test meno accurati ma anche meno costosi e più semplici che possono essere eseguiti in ogni momento del giorno e della notte per praticità e semplicità di esecuzione.
Tra questi alcuni importanti centri di diagnosi prenatale preferiscono eseguire il test spettrofotometrico di Sbarra. Tale test necessita di una semplice analisi del campione di liquido amniotico, prelevato tramite amniocentesi, ed esaminato ad una lunghezza d'onda di 650 nm, azzerando lo strumento con acqua distillata. Il valore che si ottiene è da mettere in relazione con il valore del rapporto lecitine/sfingomieline ed è pertanto un discreto indice di maturità polmonare.

## Procedura di esecuzione
L'esame è molto sicuro. Gli errori sono eccezionali, ma, come per tutte le pratiche mediche, bisogna comprendere che ci può essere un'eccezione o un caso nuovo. In circa un caso su 1000 esami, la coltura delle cellule non riesce (per mancata crescita della coltura cellulare, per contaminazione massiva di sangue materno...) e il prelievo va ripetuto.
Alcuni centri eseguono la ibridazione fluorescente in situ (FISH) con la quale si può avere una risposta preliminare (quella sulle forme classiche di mongolismo) dopo solo 48 ore dall'esecuzione del prelievo, mentre la risposta definitiva si ottiene dopo circa 12-15 giorni. Al momento attuale i centri più avanzati eseguono i test rapidi con un'analisi di siti specifici di cromosomi mediante reazione a catena della polimerasi (PCR).
Dopo circa un'ora dal prelievo verrà effettuata un'ecografia per verificare la presenza del battito cardiaco fetale; la paziente potrà poi tornare al proprio domicilio senza alcuna particolare terapia, se non la precauzione di non sollevare pesi e/o effettuare sforzi per 3-4 giorni.
L'amniocentesi, come tutte le indagini invasive materno fetali, presenta il rischio di trasmettere al feto malattie infettive in senso madre-feto. Presenta inoltre la possibilità di mettere in contatto dal punto di vista antigenico i due compartimenti. Per il primo problema si deve, in linea di principio, evitare di eseguire esami invasivi in presenza di infezione materna in atto. Innanzitutto è buona norma evitare di eseguire il prelievo durante un episodio febbrile materno. Gli esami preliminari devono quindi escludere la presenza di un agente infettivo circolante. Ovviamente nessuna importanza hanno i dati immunologici che mostrano una risposta anticorpale verso un agente infettivo oramai confinato in senso temporale. A lungo si discute ancora sui diversi agenti infettivi e sulla loro relativa teratogenicità. Ciononostante, in assenza di chiare prove di pericolosità, ogni agente infettivo deve essere considerato potenzialmente teratogeno. In via preliminare si ritiene infatti utile disporre di alcuni esami infettivologici:
- Rosolia (anticorpi G ed M)
- Toxoplasmosi (anticorpi G ed M)
- Citomegalovirus (anticorpi G ed M)
- Markers essenziali per epatite B e C

Soprattutto per quest'ultimo esame il problema è complesso e controverso. Mentre per la epatite B si è piuttosto in accordo sulla possibile pericolosità dell'infezione ed è noto che l'infezione può essere portata al feto solo in occasione del parto, ovvero in occasione di trasfusioni feto-materne (ad esempio emorragie o tecniche invasive), per la C non si hanno al momento attuale conoscenze definitive sulle modalità di trasmissione del virus.
Si deve però tener presente che è necessario conoscere, in caso di positività degli anticorpi anti epatite, se nella madre il virus sia anche circolante. Questo oggi può essere fatto attraverso l'esame della PCR. Se il virus è presente, si segnala la possibilità che questo si trasmetta al feto in utero e tale possibilità è sicuramente aggravata da ogni procedura invasiva intrauterina.
Per ciò che riguarda la possibilità di esporre gli antigeni fetali all'aggressione del compartimento materno, è noto che è possibile che si verifichi una reazione anticorpale in particolare verso gli antigeni del sistema ABO e del fattore Rh. A tal fine è una norma ormai stabilizzata quella di richiedere anche il gruppo ed il fattore Rh di entrambi i genitori.
In caso di incompatibilità del sistema Rh è d'uso praticare alla gestante una dose di Immunoglobuline Anti-D.
La quantità di sangue che dal feto deve raggiungere la madre, affinché si possa sviluppare una risposta immune, è stata ricercata, con metodica sperimentale, negli anni passati ed è risultata solitamente non inferiore ai 3/5 ml. Per ottenere un passaggio transplacentare di una così considerevole quantità di sangue, è pertanto necessario che si verifichi una lesione significativa del compartimento materno-fetale. Tale lesione e la possibilità di contatto risulta estremamente improbabile se si esegue una amniocentesi transamniotica ed è solo possibile in quelle transplacentari. Risulta allora utile raccomandare di seguire la via transamniotica in tutti i casi in cui esista una incompatibilità materno-fetale. Tale precauzione, pur non garantendoci in modo assoluto, riduce comunque sostanzialmente il rischio.
Altrettanto recentemente si va sempre più focalizzando l'attenzione sulla responsabilità di alcuni agenti infettivi nel determinismo della rottura precoce delle membrane (PROM). È ovvio pertanto che se andremo ad eseguire l'amniocentesi in un soggetto già portatore dell'infezione, anche se asintomatica, aumenteremo sensibilmente il rischio dell'amniotite e della conseguente rottura delle membrane. Per evitare che ciò accada è buona norma, oramai consolidata in centri specializzati, quella di far precedere l'amniocentesi da esami specifici per la ricerca del Mycoplasma Urealitycum ed Hominis, nonché della Clamydia nel muco cervicale ogni qual volta si sospetti una infezione di tale tipo. Riteniamo sospetti i soggetti con anamnesi positiva per rottura prematura delle membrane anche in precedenti gravidanze ovvero soggetti che nell'anamnesi presentano infezioni genitali.
Assieme a delle preliminari procedure diagnostiche è entrato nell'uso corrente il trattamento preventivo con betamimetici, nel tentativo di ridurre l'abortività. In uno studio campione effettuato c/o l'Artemisia Main Center di Roma (centro in cui si effettuano circa 5000 amniocentesi all'anno) si sono trattati con diverse procedure circa 400 casi, dividendoli in 3 gruppi in base al trattamento attuato:
- Beta-mimetici da 2 giorni prima a 5 giorni dopo l'amniocentesi
- Aspirinetta, quale antiprostaglandinico per lo stesso periodo
- Nulla.

Non fu trovata nessuna differenza in termini di aborto né di complicanze postabortive. Addirittura anche la soggettiva sensazione di attività contrattile non differì nei 3 gruppi. Da allora l'uso dei betamimetici viene riservato a quei soggetti nei quali già esiste una condizione di irritabilità uterina o una minaccia d'aborto, riservandoci, caso per caso, la scelta.

### Esami preliminari
- Gruppo sanguigno AB0 e fattore Rh
- Transaminasi GOT e GPT
- Markers epatite
- Test HIV
- Mycoplasma hominis (solo soggetti con anamnesi positiva per PROM)
- Uraplasma (solo soggetti con anamnesi positiva per PROM)
- Clamydia (solo soggetti con anamnesi positiva per PROM)
- Tampone vaginale per germi comuni (solo soggetti con anamnesi positiva per PROM)
- Complesso TORCH
- Test di Coombs indiretto, se Rh-
- PCR per epatite B e C (solo soggetti con anticorpi positivi)

In alcuni centri è stata introdotta nella pratica una copertura antibiotica con Azitromicina o Trozocina al dosaggio di 500 mg. 1 cp al giorno per 3 giorni prima della procedura (giorno del prelievo compreso). A tal fine ci si propone di ridurre sostanzialmente l'incidenza delle rotture del sacco che si associa in modo altamente significativo alla preesistenza di germi specifici e particolarmente del Mycoplasma. Nei casi in cui il mycoplasma non sia sensibile all'eritromicina, si può utilizzare la clindamicina. Indipendentemente dall'uso dell'antibiotico, che deve comunque associare al più ampio spettro di azione anche l'innocuità per il feto, si deve ricercare di ottenere una procedura garantita dalla minore incidenza possibile di amniotite. Si è infatti sempre più convinti che la rottura del sacco amniotico (PROM) determinata dall'amniocentesi o avvenuta spontaneamente, sia conseguente ad una infezione delle membrane.

### Tecnica
Il successo di un prelievo di liquido amniotico dipende in buona misura dal supporto tecnologico utilizzato. Nei primi tempi l'ecografia serviva solo come localizzazione della sede di inserzione dell'ago. Si eseguivano delle scansioni accurate, alla ricerca di tasche di liquido libere dalla presenza del feto. Si eseguiva poi un segno con una matita dermografica sull'addome materno e successivamente si inseriva l'ago. Questa metodica, primitiva ed alquanto rischiosa, è stata progressivamente sostituita dalle tecniche ecoassistite ed ecoguidate.
Nella amniocentesi ecoassistita l'ago viene inserito cercando di guidarne il percorso attraverso la contemporanea visualizzazione del suo tragitto mediante una sonda posta dappresso all'ago ed opportunamente orientata, di solito a 45 gradi. Tale metodica presenta come svantaggio una ridotta precisione, ma d'altra parte lascia all'operatore una discreta possibilità di manovra con l'ago.
Si deve, per tutte le metodiche ecoassistite, seguire la regola generale di porre la sonda in una posizione ottimale che visualizzi la zona che si vuole raggiungere con l'ago. Si deve inoltre operare in modo che sia l'ago stesso, mediante delicati spostamenti, ad entrare nel campo visivo della sonda e non viceversa. Spesso infatti, una volta inserito l'ago, questo non si visualizza nel monitor; se compiamo l'errore di spostare il trasduttore, corriamo il rischio di allontanarci dall'immagine che si riferisce al luogo che avevamo scelto come sede del prelievo. Sarà pertanto necessario che si manovri esclusivamente sull'ago. Qualora sentissimo sopraggiungere una contrazione, questa va assecondata e bisogna solo attendere che spontaneamente cessi.
La tecnica ecoguidata si avvale di uno stativo rigido applicato alla sonda che imprime all'ago una traiettoria obbligata. Esistono in commercio anche stativi esterni, da applicare ad una normale sonda ecografica trasformandola all'occorrenza in una sonda da biopsia. Presentano lo svantaggio di non poter seguire il tragitto dell'ago nei primi tre centimetri. Trattandosi poi di sonde convenzionali non possono essere sterilizzate ma risulta necessario applicarvi sopra un guanto od un cappuccio sterile. Queste, d'altra parte, hanno il pregio di essere di basso costo.
L'amniocentesi viene eseguita da parte di un unico operatore; se si dispone dell'aiuto di un assistente si può utilizzare una sonda dotata di una geniale modifica tecnica, cioè quella di poter liberare l'ago immediatamente dopo che questo sia stato guidato nel punto esatto in cui si desidera prelevare. Si unisce così il vantaggio di operare un prelievo perfettamente ecoguidato alla caratteristica della tecnica ecoassistita di assecondare le eventuali contrazioni dell'utero.
L'ago da utilizzare è di grande importanza giacché deve unire diverse doti quali: una buona rigidità, la necessità di poter essere visualizzato agli ultrasuoni ed il giusto calibro.
Aghi molto sottili comportano tempi di prelievo troppo prolungati e risultano inoltre troppo flessibili potendo deviare dal tragitto originario impressogli dall'ecoguida. Aghi troppo spessi oltre a provocare vivo dolore alla paziente possono risultare traumatici ed aumentare il rischio di aborto. Si ritiene che un giusto compromesso sia raggiunto utilizzando un ago 20 gauge, della lunghezza di 20 cm, lunghezza questa necessaria utilizzando sonde ecoguidate che presentano alcuni cm di percorso obbligato all'esterno dell'addome. La scelta del punto di inserzione dell'ago rappresenta l'elemento più importante per il buon esito della metodica. In centri di elevatissimo livello, in cui si eseguono circa 5000 procedure all'anno, è stato dimostrato come l'amniocentesi transplacentare rappresenti la via di accesso più sicura.
Una volta inserito l'ago è bene che le prime gocce di liquido aspirato vengano eliminate con le possibili impurità che esse possono contenere. Il liquido prelevato varia in quantità a seconda degli esami da eseguire e delle condizioni fetali e dei suoi annessi. Normalmente, per una coltura citogenetica, si aspirano circa 20 cc di liquido.
Se il liquido fuoriuscisse contaminato da sangue fresco, dovuto ad un sanguinamento endoamniotico, provocato dal passaggio dell'ago, è bene prelevarne un po' in eccesso (25 / 30 ml) ed aggiungere qualche goccia di eparina sterile alla provetta. In tal modo si impedisce che la formazione del coagulo intrappoli anche le cellule amniotiche da esaminare in coltura.
I liquidi ematici presentano diversi problemi di analisi dovendo essere trattati con procedure di purificazione (shock ipotonici) prima di allestirne le colture stesse. Ciò riduce percentualmente il successo dell'esame citogenetico. Se il liquido prelevato è brunastro a causa di una vecchia emorragia endoamniotica ci comportiamo egualmente, prelevandone una quantità superiore. Solitamente non vi aggiungiamo eparina giacché il sangue vecchio ha perso la sua capacità di coagulare. L'aggiunta di eparina deve essere invece evitata se nel liquido amniotico si intendesse eseguire una indagine diretta alla ricerca di un agente infettivo (es. il Citomegalovirus). L'eparina infatti interferisce con alcuni enzimi essenziali per il buon esito della reazione a catena della polimerasi (PCR), tecnica oggi largamente utilizzata per la sua formidabile capacità di amplificare poche sequenze di DNA del materiale da analizzare.
La quantità prelevata varia inoltre a seconda del liquido disponibile in cavità amniotica.
In età gestazionale molto precoci è invalso l'uso di prelevarne una quantità corrispondente alle settimane di gravidanza e ciò fino alla 14ª/15ª. Negli oligoidramnios solitamente ve ne è disponibile una quantità sufficiente per i 20 ml del prelievo. A seguito del prelievo del liquido la condizione può aggravarsi riducendo sensibilmente lo spazio per il feto. In tali casi è buona norma instillare, dopo l'aspirazione, con lo stesso ago un'opportuna quantità di liquido dall'esterno (amnioinfusione). Nei casi, eccezionali, ove ci si trovi di fronte ad un vero anidramnios, si procede con la tecnica del washing, operando come segue. Si individua una tasca amniotica in corrispondenza di alcune anse di funicolo. Vi si penetra con l'ago all'interno con molta delicatezza per evitare di forare il funicolo, cosa che comunque, qualora avvenisse, non rappresenterebbe un particolare problema, ma condurrebbe direttamente al prelievo di sangue fetale ai fini diagnostici (funicolocentesi). Se si procede con cautela ciò comunque non accade e le anse di cordone fanno spazio alla punta dell'ago. Una volta penetrati in cavità si inietta una quantità di liquido sufficiente per un lavaggio. Solitamente sono sufficienti un paio di siringhe da 20 per riuscire a trarre quei 5/10 ml che, inviati al laboratorio, sono necessari a fornire il risultato citogenetico. Il liquido amniotico, come si è in precedenza accennato, può presentare colorazioni differenti a seconda dei casi. Solitamente color paglierino, molto chiaro nelle epoche di gravidanza più precoci, tende poi a scurirsi, assumendo un colore giallo pieno tra la 16ª e la 20ª settimana di gestazione. La colorazione brunastra è da riferirsi, come si è detto ad emorragie endoamniotiche. La gradazione del colore varia molto risultando più scuro, nei casi in cui l'emorragia fu massiva ed il tempo trascorso sufficiente a degradare il pigmento rosso del sangue mutandolo in bruno. Questo colore non deve preoccupare il prelevatore giacché deriva da un sanguinamento avvenuto solitamente da più giorni.
La pigmentazione brunastra si riscontra in circa 1 su 50 amniocentesi. Molto spesso il reperto è del tutto occasionale non essendo presente nell'anamnesi alcun accenno ad una pregressa minaccia d'aborto.
Più infrequente è il riscontro di una colorazione giallo carico, francamente bilirubinico. Tale reperto è, in alcuni centri, riscontrabile in un caso su 80/100 amniocentesi. Dagli esami ci si accorge che la colorazione è realmente dovuta ad un'iperbilirubinemia, conseguente il più delle volte ad una emolisi. L'origine di questa può essere tanto fetale, quanto materna, essendo le membrane permeabili al pigmento. La quasi totalità dei casi giunti alla nostra osservazione sono del tutto occasionali. Né è possibile di solito comprendere l'origine della bilirubina, anche se riteniamo che episodi di emolisi materna siano di gran lunga la più frequente causa. Soggetti, infatti, portatori di sindrome di Gilbert, ovvero di favismo od altra iperbilirubinemia su base familiare, mostrano una più alta frequenza di tale fenomeno rispetto ai controlli. In alcuni casi l'emolisi può essere occasionale (es. da farmaci o da alimenti) ed essere passata del tutto asintomatica ed inavvertita dalla gravida. La pigmentazione del liquido permane molto più a lungo rispetto all'iperbilirubinemia plasmatica, cosicché l'esame della madre il più delle volte non mostra alterazioni di sorta. Bisogna inoltre considerare che il pigmento bilirubinico possa anche derivare dall'ultima trasformazione cromatica di un'antica emorragia endoamniotica.

### Microarray
Negli ultimi anni sono stati introdotti i microarray, utilizzati per permettere l'esame di un grande numero di prodotti genici simultaneamente. La tecnica oggi utilizzata (CGH, Comparative Genomic Hybridization microarray analysis) permette una più accurata identificazione delle anomalie dei geni fetali rispetto alla tradizionale analisi del cariotipo.

## Liquido amniotico e cellule staminali
Le cellule staminali amniotiche sono biologicamente molto attive, multipotenti, in grado di moltiplicarsi numerose volte e di differenziarsi in quasi tutti i tessuti dell'organismo.
Scoperte nel 2007 da un gruppo di ricercatori italo-americani tra cui Paolo De Coppi, le cellule staminali amniotiche sono oggetto di numerosi trials clinici e studi scientifici, condotti anche da laboratori e scienziati italiani tra i quali Giuseppe Simoni.
Le cellule staminali amniotiche sono in grado di differenziarsi in cellule dell'adipe, dell'endotelio, del sangue, dei tessuti ossei e cartilaginei, in cellule retiniche e perfino del sistema nervoso.. Inoltre è stato dimostrato che le cellule staminali amniotiche possono addirittura ridiventare cellule staminali embrionali, con tutte le caratteristiche biologiche delle staminali embrionali ma senza i problemi etici e di stabilità genomica delle embrionali stesse.
In Italia non è possibile conservare le cellule staminali contenute nel liquido amniotico e non è consentita l'esportazione all'estero, pratica diffusa in vari paesi: tale motivo è dovuto alla totale assenza di indicazioni scientifiche a questa pratica.
Sono state ipotizzate alcune opzioni terapeutiche, quali curare patologie come l'ernia diaframmatica o la ricostruzione della trachea, mentre si attende l'esito di studi riguardo al diabete, alle malattie degenerative neurali, alla retinite pigmentosa e ad altre applicazioni nella medicina rigenerativa, tuttavia, ad oggi e nel prossimo futuro non è razionale attendersi risultati possibili in quanto, sebbene queste ipotesi siano state ampiamente pubblicizzate da centri di conservazione privati, non esiste, ad oggi, nessuna possibilità di impiego in questi campi. Affermazioni fantasiose, come quella di poter trattare l'ernia diaframmatica o ricostruzione della trachea, sono affermazioni destituite da ogni fondamento e possono mascherare un interesse di privati per indurre la persone a questo tipo di conservazione dietro pagamento.